# Adoncholaimus indicus
Adoncholaimus indicus is een rondwormensoort uit de familie van de Oncholaimidae.